# Principatul Temnikov
Principatul Temnikov sau Principatul de Tümen (în tătară Төмән ханлыгы, cu caractere chirilice: Tümen xanlığı, în mokșană Мурунза, cu caractere chirilice: Murunza, în italiană Tartari di Mordua), cunoscut și sub numele de Murunza (în rusă Темниковская Мещёра, transliterat: Temnikovskaia Meșciora) sau Principatul Behanid de Tümen, a fost un principat mișar⁠(d) și mokșan⁠(d) înființat în zona estică a provinciei semiautonome Mişär yortı⁠(d) (întinse pe teritoriile viitoarelor uezduri Temnikov⁠(d) și Kadom⁠(d)). Acest stat a întreținut relații strânse de alianță cu Marele Ducat al Moscovei.

## Etimologie
Expresiile tătară Төмән ханлыгы și slavonă темник înseamnă comandant de tümen⁠(d) și se referă la fondatorul orașului, prințul Teniș Kugușev⁠(d) sau la strămoșii săi apropiați. Alți istorici ca M. Safargaliev și P. Cermenski consideră că Temnikov era al doilea centru de hoardă⁠(d) ca importanță după Mukhsha⁠(d), din moment ce chiar etimologia locului indică a fi cartierul general al unui comandant de tümen⁠(d) al Hoardei de Aur.

## Istorie
Principatul Temnikov a fost înființat de prințul Behan în anul 1388. El s-a extins mai târziu și a cuprins teritoriile situate în interfluviul Oka – Țna⁠(d) – Sura (regiunile nordice, vestice și estice ale teritoriului locuit de mokșani⁠(d)). Orășelele Temnikov⁠(d), Kadom⁠(d), Sacony și Andreev au fost distruse în cursul incursiunilor militare ale Marelui Ducat al Moscovei și Marelui Ducat de Reazan⁠(d) din primele decenii ale secolului al XV-lea și au fost reconstruite ulterior can orașe noi. Existența principatului Temnikov și extinderea sa au fost confirmate de descoperirile arheologice din anii 1960.

## Genetică
Membrii FamilyTreeDNA⁠(d) (divizie a companiei americane Gene by Gene⁠(d)) care urmăresc descendența regală a prințului Behan al Principatului Temnikov îi grupează pe sunt grupați ca (07 prinți tătari - Behanizi) în proiectul ADN al nobilimii ruse. Toți membrii aparțin haplogrupului Y⁠(d) J2b-L283 > Y12000.

## Prinții Tümen
Prinții acestui principat au fost membri a două dinastii: 
- Dinastia Kugușev⁠(d) – de origine mișară⁠(d)[16]
- Dinastia Rast⁠(d) – de origine [[{{{2}}}|mokșană]]⁠(rn)[traduceți] (denumită uneori, în mod eronat, „siberiană”, ca urmare a confundării regiunilor Tümen⁠(d) și Tiumen).[17] Cronica istorică Djagfar Tarikhy⁠(d) îi menționează pe prinții din dinastia Rast ca prinți Seber, ceea ce înseamnă „de origine mokșană⁠(d) sau maghiară orientală⁠(d)”.[18]

Prinții Tümen sunt menționați în cronicile istorice rusești ca prinți mordvini⁠(d).

## Administrare
Principatul a fost împărțit în unități administrative numite belyak⁠(d)-uri.

## Populație
Teritoriul principatului a fost locuit în principal de mokșani⁠(d), mișari⁠(d) și erzieni. Unii membri ai triburilor Burtas⁠(d) s-au așezat în regiunea nordică a teritoriilor mokșanilor și au fost menționați în documentele rusești ulterioare ca tătari Posop, deoarece au servit ca furnizori de pâine a armatei prințului și au plătit o taxă pentru producerea pâinii.